# Robin Shroot
Robin Alexander Edward Shroot (London, Anglia, 1988. március 26.) északír labdarúgó, aki jelenleg a norvég Hødd csapatában játszik.

## Pályafutása

### A Football League-en kívül
Shroot nyolcéves korában került a Wimbledon ifiakadémiájára, ahonnan 16 évesen küldték el. Ezután a Staines Townnál kezdett edzeni. 2005-ben került fel az első csapat keretéhez, de a bajnokságban egyszer sem kapott lehetőséget. A Southern Combination Cup fináléján részt vehetett és gólt is szerzett. 2006 szeptemberében az AFC Wimbledonhoz igazolt. Szeptember 26-án, egy Ashford Town elleni meccsen mutatkozott be. Első idényében összesen hét bajnokin kapott lehetőséget.
2007 novemberében egy hónapra kölcsönvette a Harrow Borough. Maradása végül három hónapra nyúlt. Ez alatt az idő alatt tíz meccsen játszott és hat gólt lőtt. Visszatérése után még 12 bajnoki mérkőzésen küldték pályára az AFC Wimbledonnál és hat góllal járult hozzá a csapat feljutásához. Az idény végén lejárt a szerződése, ahelyett, hogy meghosszabbította volna, úgy döntött, inkább másik klubot keres.
2008 őszén a Harrow Borough-hoz szerződött, nagyszerűen teljesített, 12 találkozón kilencszer volt eredményes, amivel sok csapat figyelmét felhívta magára.

### Birmingham City
Shrootot 2008 decemberében próbajátékra hívta a Birmingham City. Egy Cheltenham Town elleni barátságos meccsen gólt is szerzett. 2009. január 2-án írt alá a kék mezesekhez. A vételárról csak annyit mondtak a csapatok, hogy egy minimális összegről van szó. Január 13-án, egy Wolverhampton Wanderers elleni FA Kupa-mérkőzésen mutatkozott be. Végig a pályán volt, de ő sem tudott segíteni a Birminghamnek elkerülni a vereséget.
2009 márciusában kölcsönben a harmadosztályú Walsallhoz került, hogy tapasztalatot gyűjtsön. A Southend United ellen mutatkozott be, de nem tudta beverekedni magát a kezdőbe a gárda többi szélsőjének jó formája miatt. 2009. július 1-jén a 2009/10-es szezon végéig kölcsönvette a Burton Albion.

## Válogatott
Shroot már ifi korában eldöntötte, hogy Anglia helyett Észak-Írországot szeretné képviselni válogatott szinten. Azóta megfordult az U19-es, az U20-as és az U21-es csapatban is. Az U21-es válogatottban 2008 novemberében, Skócia ellen debütált.

## Külső hivatkozások
- Robin Shroot pályafutásának statisztikái a Soccerbase oldalon (angolul)

## Fordítás
- Ez a szócikk részben vagy egészben  a   Robin Shroot című angol Wikipédia-szócikk fordításán alapul.  Az eredeti cikk szerkesztőit annak laptörténete sorolja fel. Ez a jelzés csupán a megfogalmazás eredetét és a szerzői jogokat jelzi, nem szolgál a cikkben szereplő információk forrásmegjelöléseként.